# Franz Bardon
Franz Bardon, Frabato (ur. 1 grudnia 1909, zm. 10 lipca 1958) – czeski publicysta, twórca systemu rozwoju osobistego, opierającego się na hermetyzmie.

## Życiorys
Urodzony w Opawie (Troppau) na Śląsku Austriackim, był najstarszym z trzynastu dzieci i był jedynym synem w rodzinie. Według rodzinnej legendy, Wiktor Bardon, ojciec Franza modlił się o wskazanie drogi przez osobistego nauczyciela. Ponoć jego duch zamieszkał w ciele jego syna. We wczesnych latach młodości pracował, jako artysta estradowy, używając pseudonimu Frabato, będącego skrótem złożonym ze słów Franz (FRA), Bardon (BA), Troppau Opava (TO). Mając trzydzieści lat, z powodu swojego zainteresowania okultyzmem, został uwięziony przez nazistów w obozie koncentracyjnym, gdzie przebywał trzy i pół roku.
Jakiś czas później stał się słynny jako nauczyciel hermetyzmu i pracował jako uzdrowiciel. Posiadał wiedzę na temat magii hermetycznej i kabały. To właśnie podczas tego okresu życia napisał kilka książek, dzięki którym stał się znany. Aresztowany przez służby sowieckie w kwietniu 1958, zmarł trzy miesiące później w szpitalu więziennym w Brnie. Pozostawił żonę Marię, córkę także Marię i syna Lumira.
Nieukończone materiały do książki Złota Księga Mądrości zostały skonfiskowane, kiedy Bardon został zatrzymany przez komunistyczną milicję. Książka „Frabato” to typowa powieść okultystyczna napisana przez asystentkę Otti Votavovą, ale została wydana pod nazwiskiem Bardona. Tak naprawdę tuż przed swoją śmiercią, w lipcu 1958 roku, Bardon dał swojej asystentce Otti Votavovej zarys swojej biografii, po to aby ukończyła dzieło. Dlatego pracy nie można jednak traktować jako prawdziwej biografii Bardona.

## Publikacje
- (1956) Wtajemniczenie do hermetyzmu[3]
- (1956) Praktyka magicznej ewokacji[4]
- (1957) Klucz do prawdziwej kabały
- (1958) Frabato[5]
- Praktyka magicznej ewokacji[4]
- Złota księga mądrości (nieukończona)
- Wspomnienia o Franzu Bardonie autorstwa Dr Lumira Bardona Dr M.K.[6]